# Prismatocarpus schlechteri
Prismatocarpus schlechteri är en klockväxtart som beskrevs av Robert Stephen Adamson. Prismatocarpus schlechteri ingår i släktet Prismatocarpus och familjen klockväxter. Inga underarter finns listade i Catalogue of Life.